# 情願不自由
《情願不自由》為臺灣歌手王傑的第二十三張個人專輯，也是第十六張國語專輯，發行於1995年10月，由飛碟唱片公司發行。

## 專輯簡介
專輯由王傑（超凡有限公司）、李士先共同製作，全碟在加拿大製作，為王傑在飛碟唱片的最後一張專輯，也是王傑在飛碟時期唯一一張沒有個人詞曲創作的專輯，主打歌「情願不自由」的MTV中，特別拍攝了一段為病童小女孩祈福的情節，並耗資百萬在懸崖邊拍攝擊鼓場景，另外一首主打歌「有失有得」改編自日本組合恰克與飛鳥的歌曲。

## 曲目
| 曲序 | 曲名                   | 曲              | 詞     | 編曲            | 附註                                          |
| 01   | 有失有得               | 飛鳥涼          | 陳樂融 | Ricky Ho        | 改編自日本組合恰克與飛鳥的歌曲NO PAIN NO GAIN |
| 02   | 路已走遠               | Iskandar Ismail | 廖瑩如 | Iskandar Ismail |                                               |
| 03   | 隨愛逐流               | 洪堯斌          | 洪堯斌 | Ricky Ho        |                                               |
| 04   | 重新戀愛的季節         | 張小雯          | 鄭昭仁 | 戴維雄          |                                               |
| 05   | 是你的留給我           | 彭莒欣          | 彭莒欣 | 戴維雄          |                                               |
| 06   | 情願不自由             | 黃慶元          | 丁曉雯 | 蔡朝華          |                                               |
| 07   | 迷路                   | 郭之儀          | 郭之儀 | Iskandar Ismail |                                               |
| 08   | 紅太陽                 | 李士先          | 娃娃   | 李士先          |                                               |
| 09   | 傷心地                 | Iskandar Ismail | 鄔裕康 | Iskandar Ismail |                                               |
| 10   | 面對                   | 洪堯斌          | 洪堯斌 | Belinda Foo     |                                               |
| 11   | 啞巴的話（電台特別版） | 李子恆          | 張廣安 | Belinda Foo     | 獨白：黃毓民 （僅收錄於香港版CD）             |

## 唱片版本
- 錄音帶版
- CD版

## 專輯文案
飄來蕩去　捐棄逃離
在種種恆令人憂悒、恆令人愛欲的某些感懷之間
那訴說著情願不自由的章句
是傾訴流轉人世而發出的卓然高音

## 音樂錄影帶
- 情願不自由 （页面存档备份，存于）
- 有失有得 （页面存档备份，存于）（以過去拍攝過的MV畫面剪輯而成）